# 三洋DSC-MZ3
三洋 DSC-MZ3乃三洋（Sanyo）公司於2002年推出的數碼相機。

## 規格
- 像素：211萬，有效像素195萬
- 感光元件：CCD（1/1.8寸）
- LCD螢幕：1.5寸，11萬像素
- 記錄媒體：Compact Flash Type I/II（包括Micro Drive）
- 拍攝模式：圖像，連拍，影像
- 記錄格式（圖像）：JPEG（True Color v1.1 壓縮率Super Fine, Fine, Normal）, TIFF（非壓縮）
- 記錄格式（影像）：影像Quick Time Movie（Photo-JPEG）聲音WAVE
- 記錄檔案名稱：SANY####
- Exif版本：2.2
- 支援解析度（圖像）：2000x1496（軟件支援）, 1600x1200, 640x480
- 支援解析度（影像）：640x480, 320x240, 160x120
- 光圈大小：F2.7-F4.9
- 焦距：7.7mm-23.1mm（等效焦距37mm-111mm）
- 對焦範圍：標準50cm-無限，微距10cm-50cm
- 快門速度：16秒-1/2500秒，連拍1/10秒-1/10000秒，影像1/15秒-1/10000秒
- 測光模式：多重分割，中央重點，點測光
- ISO感光度：自動，100, 200, 400
- 白平衡模式：自動，晴天，陰天，鎢絲燈，螢光燈，自訂
- 曝光補償：±1.8EV（每0.3EV逐級調整）
- 閃燈模式：自動，防紅眼，強制閃光，禁止閃光
- 變焦：3x光學，5x數碼
- 連接埠：USB 1.1, NTSC制式
- 使用電池：DB-L10
- 尺寸大小：長99mm x 高55mm x 厚32.5mm
- 重量：210克
- 運作環境：溫度0℃-40℃，濕度30%-90%

## 參见
- 三洋數碼相機網站
- DSC-MZ3官方網站
- DSC-MZ3圖像樣本